# Список географічних об'єктів Малого Ляховського острова
|  | Службовий список статей, створений для координації робіт з розвитку теми. Це попередження не встановлюється на інформаційні списки і глосарії. |

Нижче подано повний список усіх географічних об'єктів, що розташовані на острові Малий Ляховський.
Примітки:
- річки подано підряд за годинниковою стрілкою, починаючи з півночі острова; притоки подано підряд від витоку до гирла основної річки

## Озера
- Тинкір-Кюєле (озера)
- Фігурне озеро

## Річки
- Печоралах
- Північний струмок
- Киллах
- Кам'янистий струмок
- Бечерелях
- Джюрюльге
- Тинкір
  - Куччугуй-Тинкір
  - Толля річка
- Уюргакі
- Базисний струмок
- Кубалах-Юрях
  - Халлан-Али
  - Куччугуй-Кубалах
- Станник
- Отогой
  - Світящий струмок

## Миси
- Хвойнова мис
- Вайгач (мис)

## Затоки
- Уюргакі (лагуна)
- Толля бухта
- Джюрюльге-Молога (бухта)

## Півострів
- Ріжок (коса)

| Росія | Це незавершена стаття з географії Росії. Ви можете допомогти проєкту, виправивши або дописавши її. |